# 120-talet

## Händelser
- 121 - Venus och Romas tempel byggs i Rom.
- 13 september 122 - Hadrianus mur börjar uppföras.
- 128 - Templet Pantheon i Rom, som började byggas tio år tidigare, står färdigt.

## Födda
- 26 april 121 - Marcus Aurelius, romersk kejsare.
- 1 augusti 126 - Publius Helvius Pertinax, romersk kejsare.

## Avlidna
- 121 eller 122 - Pompeia Plotina, romersk kejsarinna.
- Omkring 125 - Sixtus I, påve.